# 訃報 2017年9月
訃報 2017年9月（ふほう 2017ねん9がつ）では、2017年9月に物故した、又は物故が報じられた人物についてまとめる。

## (1日 - 15日)

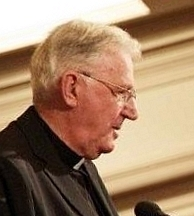
コーマック・マーフィー＝オコーナー／9月1日没

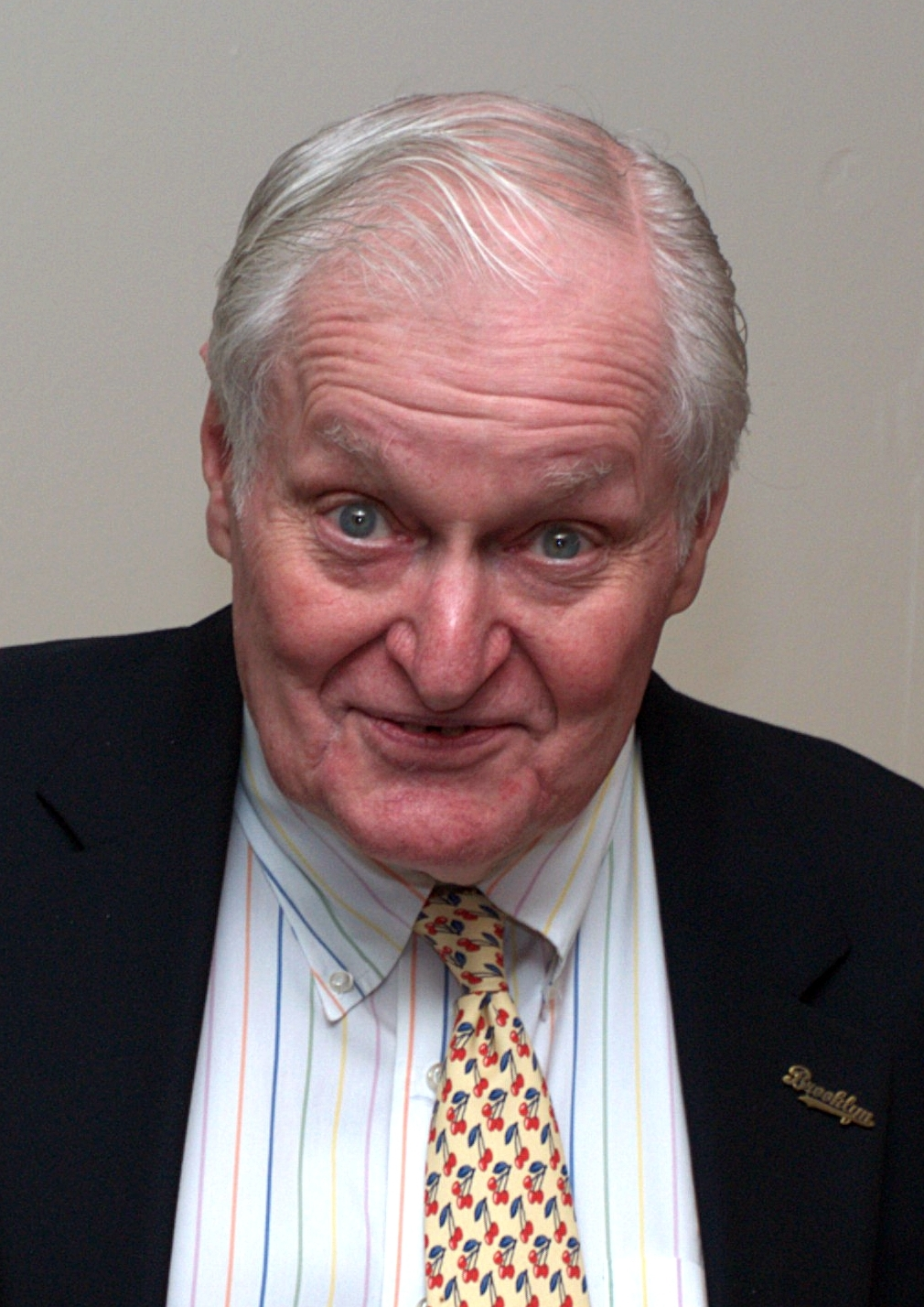
ジョン・アッシュベリー／9月3日没

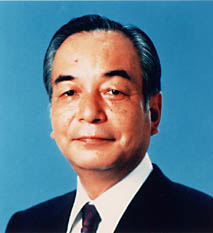
持永和見／9月3日没

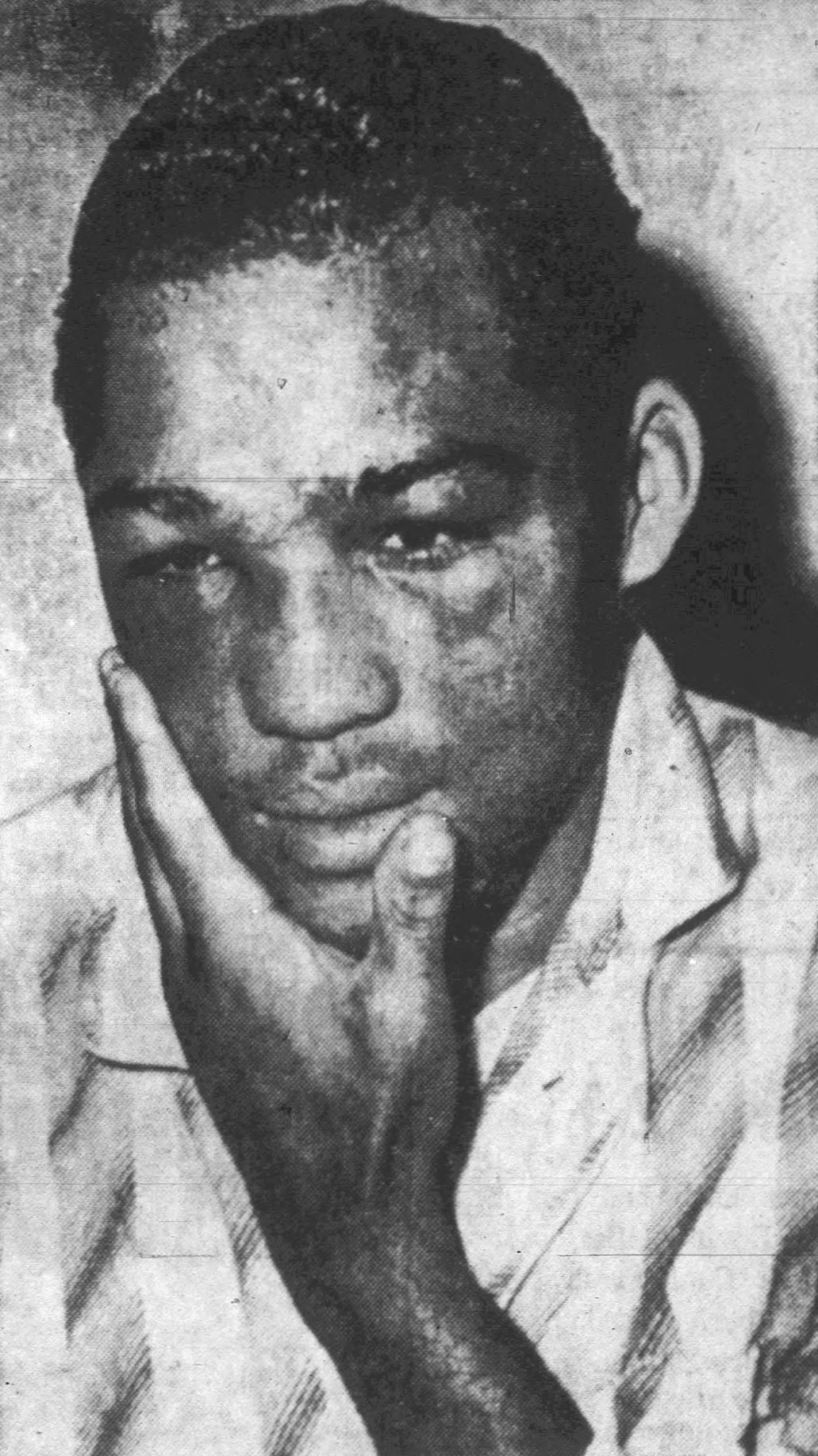
シュガー・ラモス／9月3日没

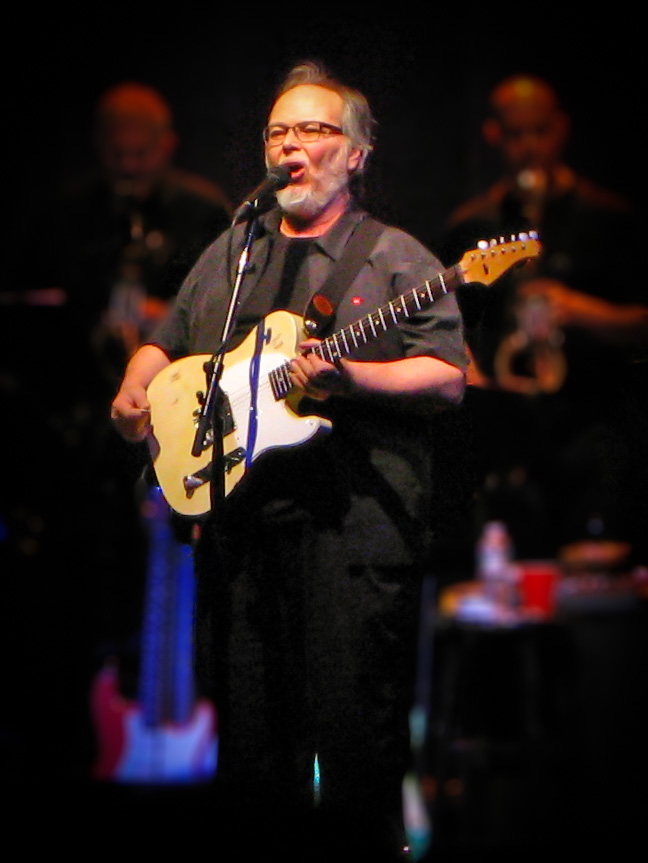
ウォルター・ベッカー／9月3日没

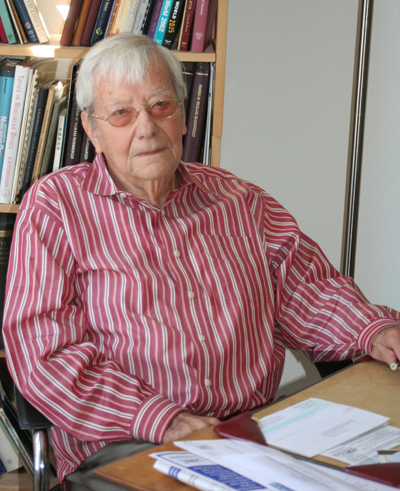
ニコラス・ブルームバーゲン／9月5日没

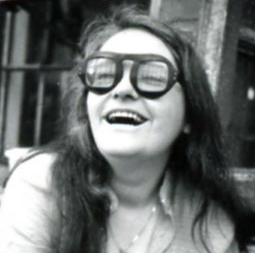
ケイト・ミレット／9月6日没

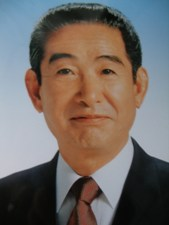
河合常則／9月7日没

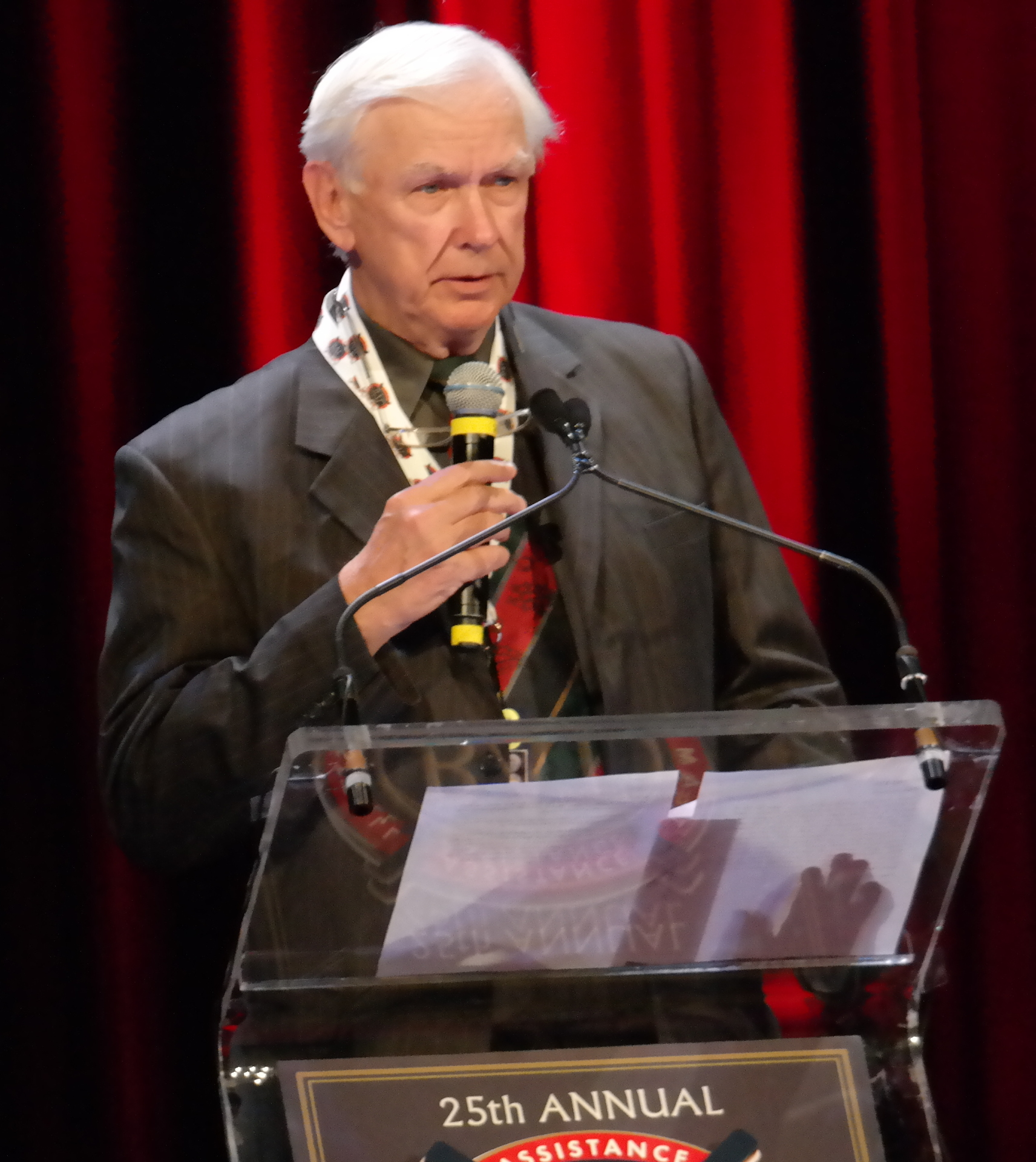
ジーン・マイケル／9月7日没

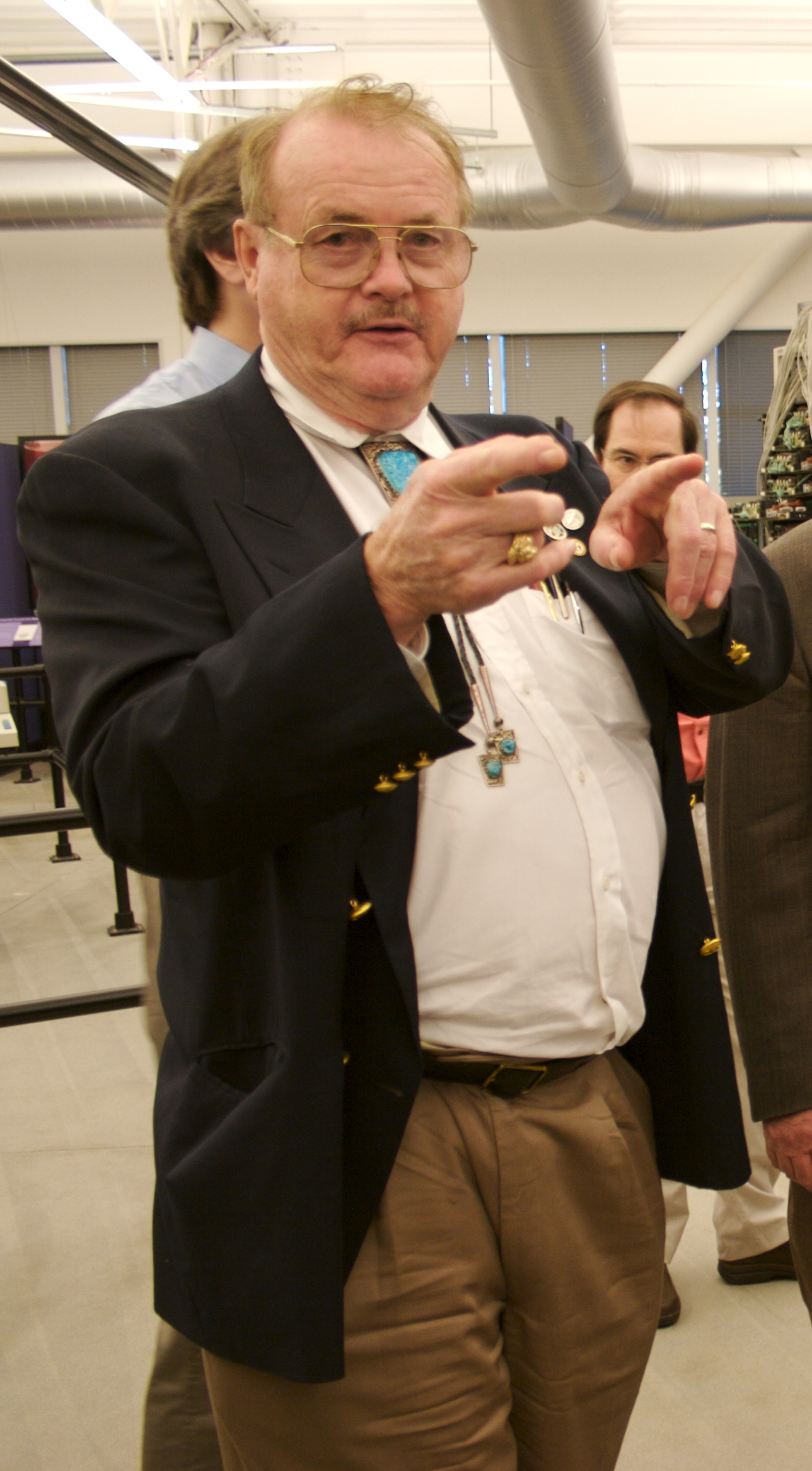
ジェリー・パーネル／9月8日没

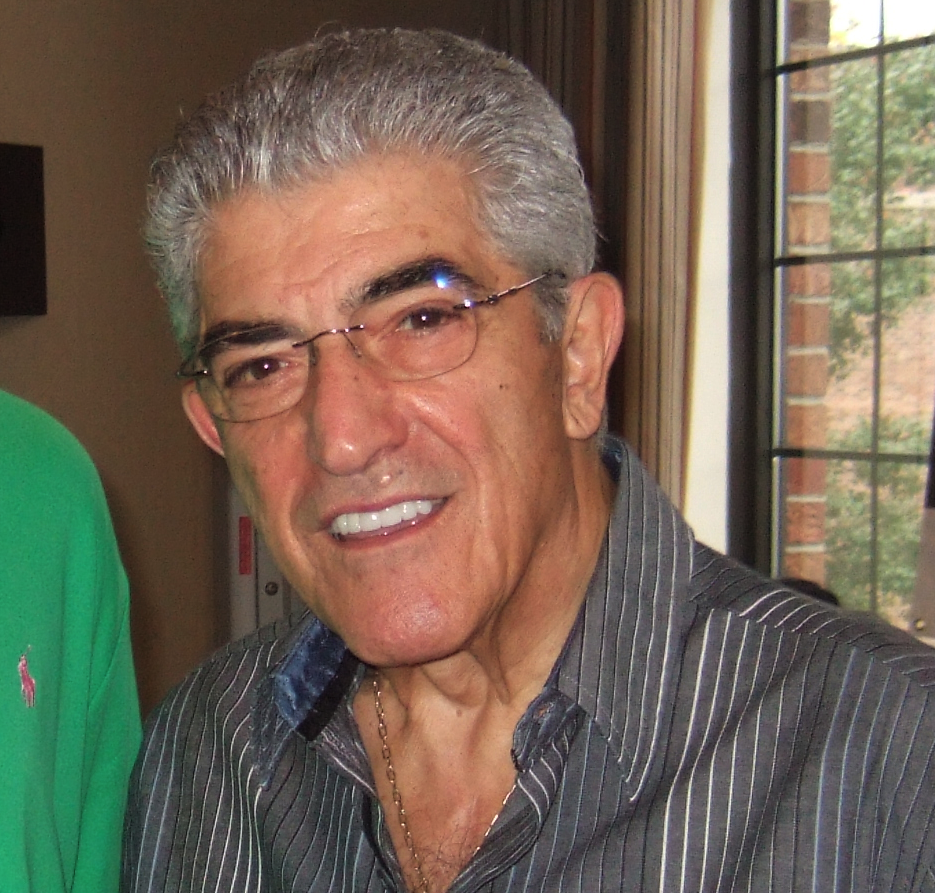
フランク・ヴィンセント／9月13日没

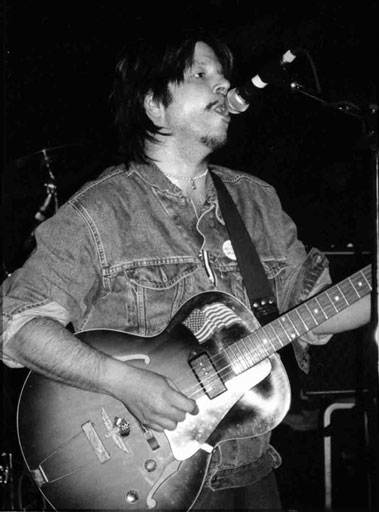
グラント・ハート／9月14日没

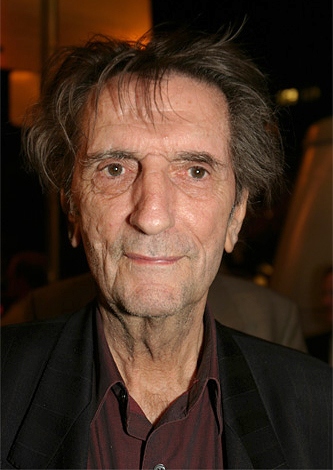
ハリー・ディーン・スタントン／9月15日没

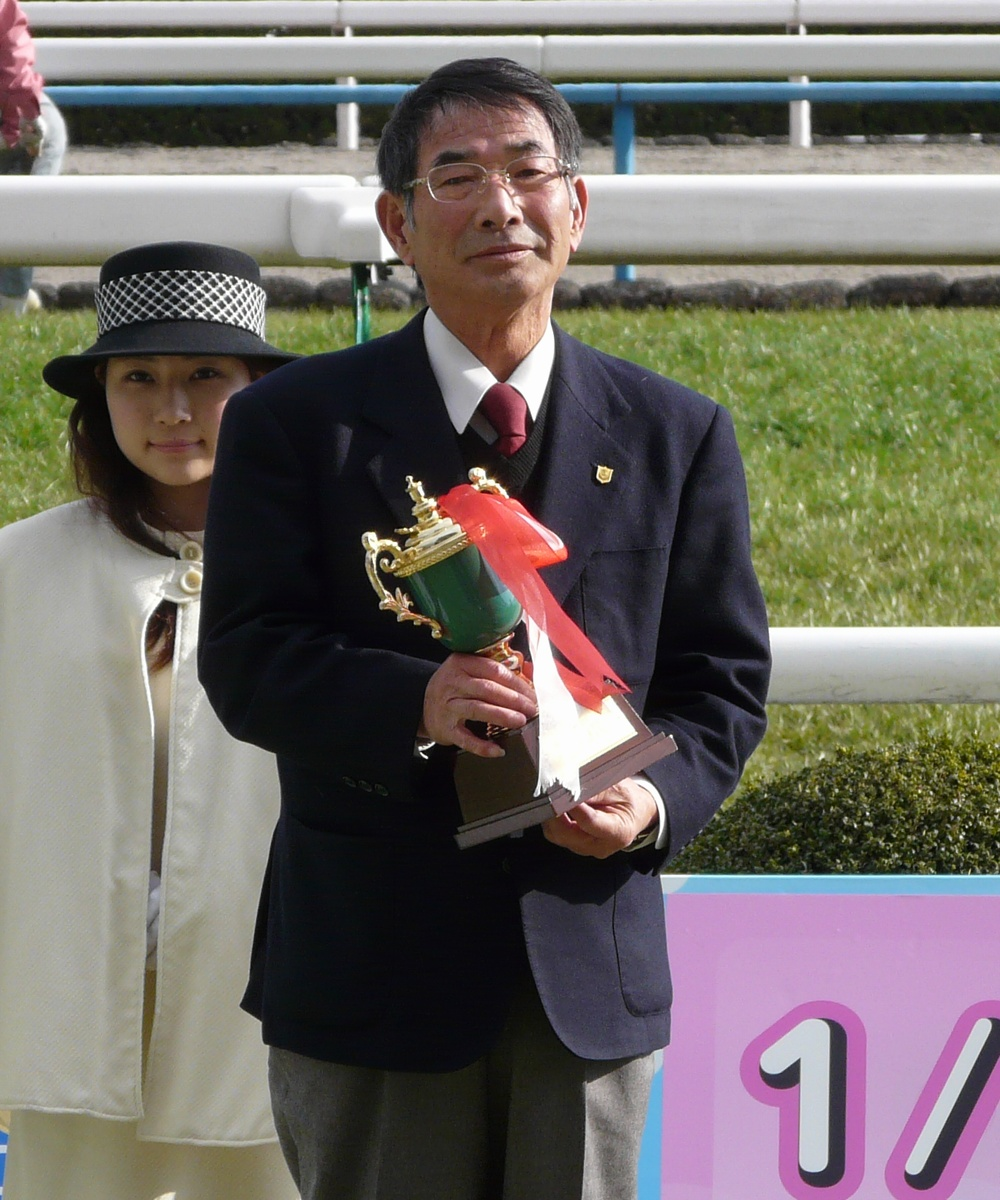
飯田明弘／9月15日没

- 9月1日 - シェリー・バーマン（英語版）、アメリカ合衆国の俳優、コメディアン（* 1925年）[1]
- 9月1日 - 三浦小春、日本のジャーナリスト、元名古屋造形芸術大学特任教授（* 1925年?）[2]
- 9月1日 - 藤富保男、日本の詩人（* 1928年）[3]
- 9月1日 - コーマック・マーフィー＝オコーナー、イングランドの枢機卿（* 1932年）[4]
- 9月1日 - 林えいだい、日本の記録作家（* 1933年）[5]
- 9月1日 - 青井陽治、日本の翻訳家、演出家（* 1948年）[6]
- 9月2日 - 向守志（中国語版）、中華人民共和国の軍人（* 1917年）[7]
- 9月2日 - 鈴木千太郎、日本の実業家、元本州化学工業社長（* 1923年?）[8]
- 9月2日 - 土山秀夫、日本の病理学者、医師、長崎大学名誉教授、世界平和アピール七人委員会委員（* 1925年）[9]
- 9月2日 - 鹿目尚志、日本のアーティスト、デザイナー（* 1927年）[10]
- 9月2日 - 永曽信夫、日本の俳優育成者、芸術監督（* 1930年）[11]
- 9月2日 - 松井榮一、日本の物理学者、京都教育大学名誉教授（* 1930年?）[12]
- 9月2日 - 奥島貞雄、日本の政党職員、元自由民主党幹事長室長（* 1936年）[13]
- 9月2日 - ビクトル・チェレプコフ（英語版）、ロシアの政治家、元ウラジオストク市長（* 1942年）
- 9月3日 - ジョン・アッシュベリー、アメリカ合衆国の詩人（* 1927年）[14]
- 9月3日 - 持永和見、日本の官僚、政治家、元自由民主党衆議院議員（* 1927年）[15]
- 9月3日 - シュガー・ラモス、キューバのプロボクサー、元WBAおよびWBC世界フェザー級王者（* 1941年）[16]
- 9月3日 - 来間紘、日本の実業家、元テレビ愛知社長、元日経BP副社長（* 1945年）[17]
- 9月3日 - ウォルター・ベッカー、アメリカ合衆国のギタリスト、音楽プロデューサー、スティーリー・ダンメンバー（* 1950年）[18]
- 9月3日 - 谷村孝、日本の元男子バレーボール選手（* 1982年）[19]
- 9月4日 - デービッド・コンスンジ（英語版）、フィリピンの実業家、資産家、DMCIホームズ（英語版）創業者、名誉会長（* 1921年）[20]
- 9月4日 - 宮下武四郎、日本の実業家、元日本製紙社長・会長（* 1927年）[21]
- 9月4日 - 宮本省三、日本のプロゴルファー（* 1940年）[22]
- 9月4日 - 長崎昭義、日本のノルディックスキー・クロスカントリースキー選手、放送記者、ニュースキャスター、実業家、青森放送会長（* 1945年）[23]
- 9月5日 - ニコラス・ブルームバーゲン、アメリカ合衆国の物理学者、ノーベル物理学賞受賞者（* 1920年）[24]
- 9月5日 - ホルガー・シューカイ、ドイツのミュージシャン、元カンメンバー（* 1938年）[25]
- 9月5日 - 播繁、日本の構造家（* 1938年）[26]
- 9月5日 - ガウリ・ランケシュ（英語版）、インドの新聞記者（* 1962年）[27]
- 9月5日 - 村形明子、日本の比較文学者、京都大学名誉教授、元日本フェノロサ学会会長（* 1941年）[28]
- 9月5日 - 古家野泰也、日本の実業家、弁護士、元京都放送社長（* 1942年）[29]
- 9月5日 - 馬光洙、大韓民国の小説家（* 1951年）[30]
- 9月6日 - 渡辺つぎ、日本の歌人（* 1911年）[31]
- 9月6日 - 平良一男、日本の政治家、元沖縄県議会議長（* 1926年）[32]
- 9月6日 - ケイト・ミレット、アメリカ合衆国の作家、芸術家、社会活動家（* 1934年）[33]
- 9月6日 - デリク・ブルジョワ、イギリスの作曲家（* 1941年）[34]
- 9月7日 - 須沢利郎、日本の化学者、広島大学名誉教授（* 1926年）[35]
- 9月7日 - トゥルキャン・アクヨル（英語版）、トルコの政治家、元保健・社会扶助大臣、女性・子ども担当大臣（* 1928年）[36]
- 9月7日 - キム・ギドク（英語版）、大韓民国の映画監督（* 1934年）[37]
- 9月7日 - 河合常則、日本の政治家、元自由民主党参議院議員（* 1937年）[38]
- 9月7日 - 多気田力、日本の実業家、元アサツーディ・ケイ社長（* 1937年）[39]
- 9月7日 - ジーン・マイケル、アメリカ合衆国の元プロ野球選手、指導者（* 1938年）[40]
- 9月8日 - ピエール・ベルジェ、フランスの実業家、イヴ・サンローラン共同創設者（* 1930年）[41]
- 9月8日 - ジェリー・パーネル、アメリカ合衆国のSF作家（* 1933年）[42]
- 9月8日 - 友鵬勝尊、日本の元大相撲力士（* 1956年）[43]
- 9月8日 - 中嶋聡彦、日本の声優、音響監督（* 1962年）[44]
- 9月8日 - ブレイク・ヘロン（英語版）、アメリカ合衆国の俳優（* 1982年）[45]
- 9月9日 - 花塚發、日本の政治家、元栃木県喜連川町長（* 1928年?）[46]
- 9月9日 - 菊地弘、日本のジャーナリスト、教育者、アジア・アフリカ文化財団会長（* 1928年?）[47]
- 9月9日 - 前間良爾、日本の歴史学者、佐賀大学名誉教授（* 1932年）[48]
- 9月9日 - 野村雅一、日本の文化人類学者、国立民族学博物館名誉教授（* 1942年）[49]
- 9月10日 - 諸口あきら、日本のタレント、ラジオパーソナリティ、歌手、俳優、評論家、書家（* 1936年）[50]
- 9月10日 - レイ・ウェイン（英語版）、アメリカ合衆国の作家（* 1948年）[51]
- 9月10日 - イー・ティー（英語版）、ミャンマーの占い師（* 1970年）[52]
- 9月11日 - ピーター・ホール（英語版）、イギリスの演出家、名門劇団ロイヤル・シェイクスピア・カンパニー（RSC）創設者（* 1930年）[53]
- 9月11日 - 秋沢志篤、日本の実業家、エーエム・ピーエム・ジャパン元代表取締役社長・会長（* 1943年）[54]
- 9月11日 - アルフレッド・ガダンヌ（フランス語版）、ベルギーの政治家、ムスクロン市長（* 1946年）[55]
- 9月12日 - ジークフリート・ケーラー、ドイツの指揮者（* 1923年）[56]
- 9月12日 - 横田徳郎、日本の林学者、京都大学名誉教授（* 1923年?）[57]
- 9月12日 - 西口茂男、日本のヤクザ、初代住吉会総裁（* 1929年）[58]
- 9月12日 - 敷田稔、日本の元検察官、弁護士（* 1932年）[59]
- 9月12日 - 藤井勉、日本の洋画家（* 1948年）[60]
- 9月12日 - 吉井守、日本のミュージシャン、ロックバンド・ザ・パロッツリーダー（* 1955年）[61]
- 9月13日 - 小田切行雄、日本の政治家、元長野県議会議員、元長野県宮田村長（* 1914年）[62]
- 9月13日 - 宮坂富之助、日本の法学者、早稲田大学名誉教授（* 1930年）[63]
- 9月13日 - フランク・ヴィンセント、アメリカ合衆国の俳優（* 1937年）[64]
- 9月14日 - オットー・ワンツ、オーストラリアの元プロレスラー、プロモーター（* 1943年）[65]
- 9月14日 - 田村丸、日本の脚本家（* 1943年?）[66]
- 9月14日 - 藤井克己、日本の農芸化学者、元岩手大学学長（* 1953年）[67]
- 9月14日 - グラント・ハート、アメリカ合衆国のミュージシャン（* 1961年）[68]
- 9月15日 - ヴァイオレット・ブラウン、ジャマイカの長寿世界一の女性（* 1900年）[69]
- 9月15日 - ハリー・ディーン・スタントン、アメリカ合衆国の俳優（* 1926年）[70]
- 9月15日 - 飯田明弘、日本の騎手、調教師（* 1946年）[71]

## (16日 - 30日)

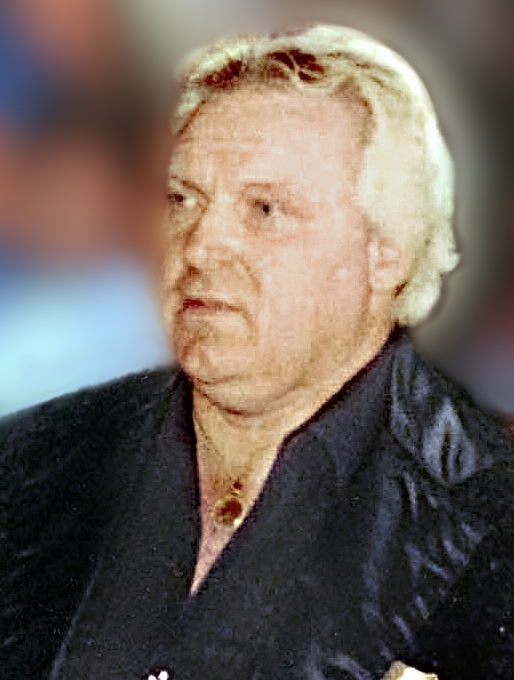
ボビー・ヒーナン／9月17日没

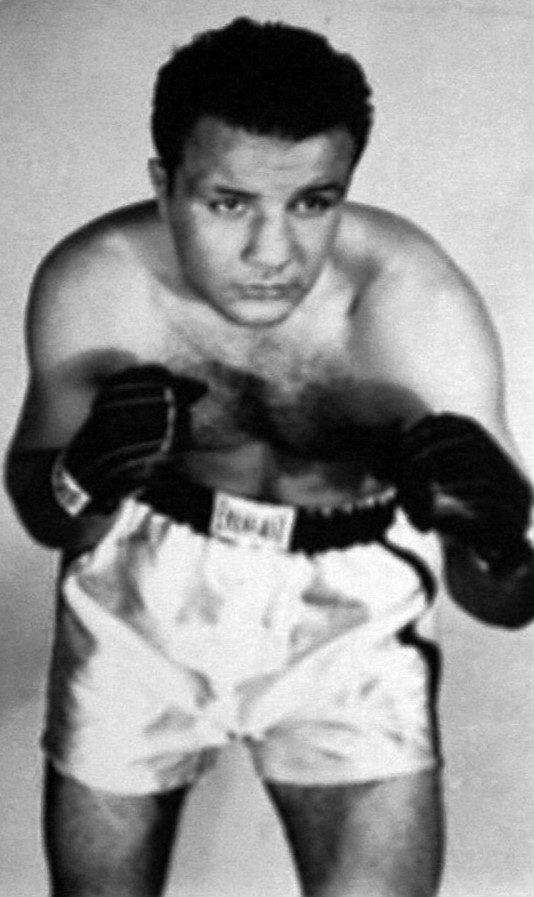
ジェイク・ラモッタ／9月19日没

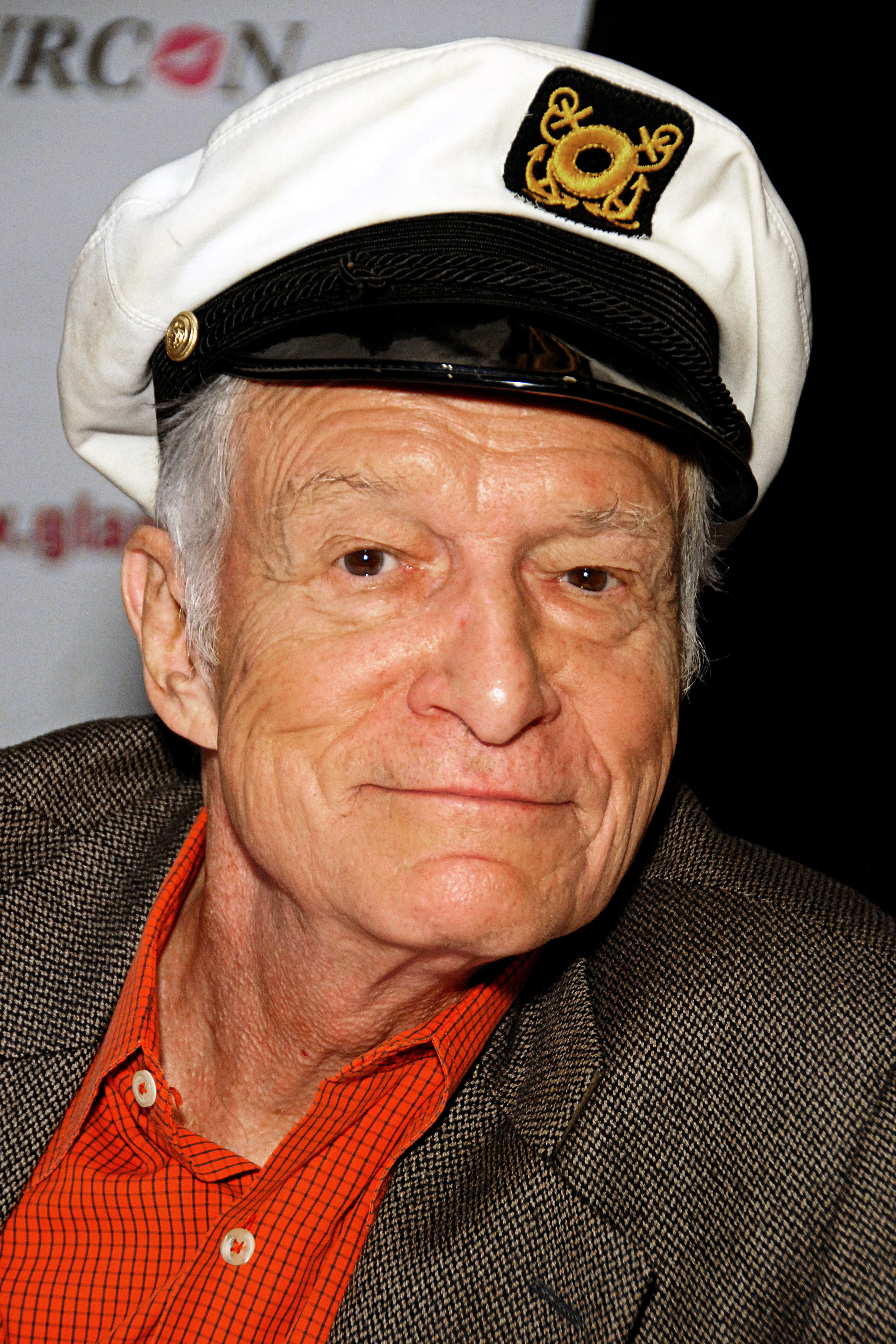
ヒュー・ヘフナー／9月27日没

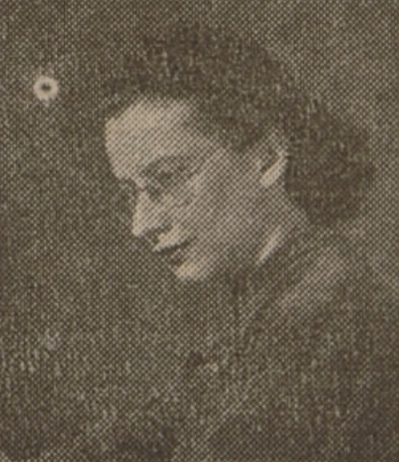
ズザナ・ルージチコヴァー／9月27日没

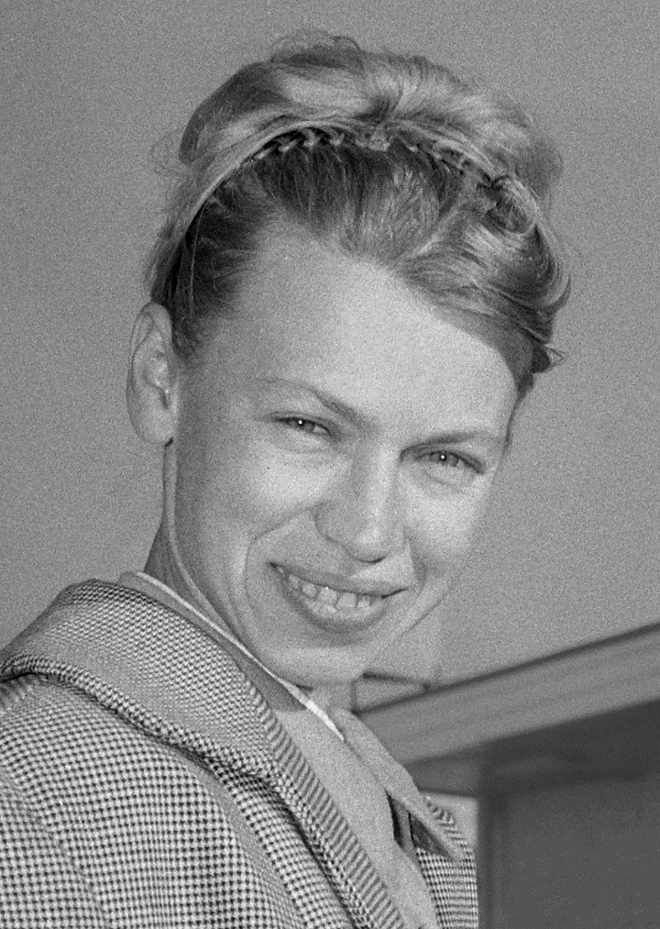
リュドミラ・ベルソワ／9月29没

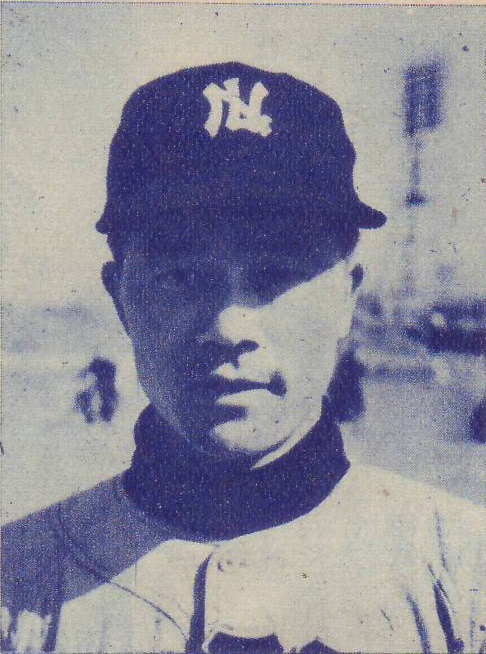
八浪知行／9月30没

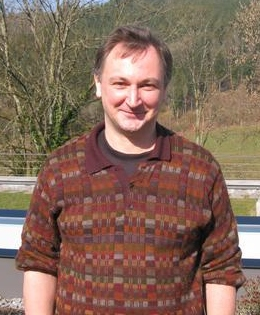
ウラジーミル・ヴォエヴォドスキー／9月30没

- 9月16日 - 池村亀治、日本の政治家、元高知県物部村長（* 1925年?）[72]
- 9月16日 - 九条道弘、日本の神職、平安神宮名誉宮司（* 1933年）[73]
- 9月16日 - 清元登子、日本のプロゴルファー（* 1939年）[74]
- 9月16日 - 竹内俊一、日本の実業家、元日亜鋼業社長（* 1940年?）[75]
- 9月17日 - 尾崎芳治、日本の経済学者、京都大学名誉教授（* 1933年）[76]
- 9月17日 - 永久保一男、日本の新派俳優（* 1937年）[77]
- 9月17日 - ボビー・ヒーナン、アメリカ合衆国の元プロレスラー、マネージャー、コメンテーター（* 1944年）[78]
- 9月17日 - デーブ・ヒルトン、アメリカ合衆国の元プロ野球選手【サンディエゴ・パドレス、ヤクルトスワローズ、阪神タイガース所属】（* 1950年）[79]
- 9月18日 - 伊藤敬一、日本の中国文学者、東京大学名誉教授（* 1927年）[要出典]
- 9月18日 - 柴田一、日本の歴史学者、元就実大学学長（* 1930年）[80]
- 9月18日 - 松井靖夫、日本の外交官、元駐ベネズエラ大使（* 1945年）[81]
- 9月18日 - 渡辺健司、日本の元競泳選手（* 1969年）[82]
- 9月18日 - 赤染晶子、日本の小説家(* 1974年）[83]
- 9月18日 - ポール・ホーナー、アメリカ合衆国の偽ニュースサイト運営者、ライター（* 1978年）[84]
- 9月19日 - ジェイク・ラモッタ、アメリカの元プロボクサー（* 1922年）[85]
- 9月20日 - ジョン・ニコルソン、ニュージーランドの元レーシングドライバー（* 1941年）[86]
- 9月20日 - 小峰リリー、日本の衣装デザイナー（* 1947年）[87]
- 9月21日 - リリアンヌ・ベタンクール、フランスの実業家（* 1922年）[88]
- 9月21日 - 森本順子、日本の絵本作家（* 1932年）[89]
- 9月21日 - 福井有公、日本の法医学者、京都大学名誉教授（* 1936年?）[90]
- 9月22日 - ムハンマド・マフディー・アーキフ（英語版）、エジプトの政治指導者、第7代ムスリム同胞団最高指導者（* 1928年）[91]
- 9月23日 - 稲葉一郎、日本の歴史学者、関西学院大学名誉教授（* 1936年）[92]
- 9月23日 - 今関源成、日本の法学者、早稲田大学教授（* 1957年）[93]
- 9月24日 - 横山亮次、日本の実業家、元日立化成工業社長（* 1921年）[94]
- 9月24日 - 北村康男、日本の実業家、元明治生命保険副社長（* 1923年?）[95]
- 9月24日 - 濱川勝彦、日本の近代文学研究者、奈良女子大学名誉教授（* 1933年）[96]
- 9月25日 - 新井淳一、日本のテキスタイルプランナー（* 1932年）[97]
- 9月25日 - 德川慶朝、日本の写真家、旧徳川慶喜公爵家4代目当主（* 1950年）[98][99][100]
- 9月25日 - つかじ俊、日本の漫画家（* 1990年）[101]
- 9月26日 - 林迪広、日本の法学者、九州大学名誉教授、久留米大学名誉教授（* 1922年）[102]
- 9月26日 - 大塚明、日本の画家（* 1926年）[103]
- 9月26日 - トニー・ブース、イングランドの俳優（* 1931年）[104]
- 9月27日 - 二代目若柳吉駒、日本の日本舞踊家、直派若柳流理事長（* 1923年）[105]
- 9月27日 - ヒュー・ヘフナー、アメリカ合衆国の実業家、PLAYBOY誌発刊者（* 1926年）[106]
- 9月27日 - 小野光子、日本の声楽家（* 1927年）[107]
- 9月27日 - ズザナ・ルージチコヴァー、チェコのチェンバロ奏者（* 1927年）[108]
- 9月27日 - 前田咲二、日本の川柳作家（* 1927年?）[109]
- 9月27日 - 釣部勲、日本の政治家、実業家、元北海道議会議長、金滴酒造社長（* 1945年）[110]
- 9月28日 - 中井康光、日本の解剖学者、昭和大学名誉教授（* 1933年）[111]
- 9月29日 - 槐柳二、日本の声優（* 1928年）[112]
- 9月29日 - 秋永一枝、日本の日本語学者、早稲田大学名誉教授（* 1928年）[113]
- 9月29日 - リュドミラ・ベルソワ、旧ソビエト社会主義共和国連邦の女子フィギュアスケート選手（* 1935年）[114]
- 9月29日 - 青柳洋治、日本の考古学者、上智大学名誉教授（* 1941年）[115]
- 9月30日 - 八浪知行、日本の元プロ野球選手【西鉄クリッパース、大映スターズ所属】、政治家【元熊本県議会議員】（* 1930年）[116]
- 9月30日 - 谷本巌、日本の政治家、元岡山県井原市長（* 1936年）[117]
- 9月30日 - 寺林峻、日本の作家（* 1939年）[118]
- 9月30日 - 今村毅、日本の実業家、元九州電力副社長（* 1940年）[119]
- 9月30日 - アブ・タフシン・サルヒ（英語版）、イラクの狙撃兵（* 1953年）[120]
- 9月30日 - ウラジーミル・ヴォエヴォドスキー、ロシアの数学者（* 1966年）[121]